# Lastovo
Den här artikeln handlar om ön Lastovo. För staden Lastovo, se Lastovo (stad).
Lastovo (italienska: Lagosta, tyska: Augusta) är en ö i Adriatiska havet i Kroatien. Ön tillhör Dubrovnik-Neretvas län och har 835 invånare.

## Historia
Lastovo befolkades i förhistorisk tid av illyriska stammar. Dessa besegrades av romarna som behöll kontrollen över ön fram till 600-talet. Under 600-talet utsattes ön för avariska räder. Samtidigt anlände slaver (dagens kroater) till den Adriatiska kusten och bosatte sig på ön. Efter 1000-talet kom ön att kontrolleras av venetianarna. Under 1200-talet kom ön att tillhöra Republiken Dubrovnik där den åtnjöt viss autonomi. Efter en kort fransk ockupation och Napoleon I:s kapitulation kom Lastovo att tillhöra Habsburgska riket mellan åren 1797-1918. Mellan 1920 och 1945 tillhörde ön Italien för att efter andra världskriget inlemmas i Jugoslavien och delrepubliken Kroatien.